# Blue Ridge (Alabama)
Blue Ridge é uma Região censo-designada localizada no estado americano de Alabama, no Condado de Elmore.

## Demografia
Segundo o censo americano de 2000, a sua população era de 1331 habitantes.

## Geografia
De acordo com o United States Census Bureau, a localidade tem uma área de 20,6 km², dos quais 20,4 km² cobertos por terra e 0,2 km² cobertos por água.

## Localidades na vizinhança
O diagrama seguinte representa as localidades num raio de 24 km ao redor de Blue Ridge.